# Au long de rivière Fango
Pour plus de détails, voir Fiche technique et Distribution.
Au long de rivière Fango est un film français réalisé par Sotha en 1975. L'accroche du film est « Un film qui n'est plus à faire ».

## Synopsis
Sur un territoire lointain, refusant le modèle consumériste et capitaliste, plusieurs dizaines de personnes s'établissent en communauté, en plein milieu naturel. En marge de la société de consommation, ce groupe est confronté à la réalité de leur utopie. Jérémie et Bleed arrivent dans cette communauté, leurs motivations ne sont pas claires (y trouver des femmes ?). L'un d'eux est parti en quête d'y retrouver sa mère, Mathilde, qui a fondé ce lieu. Bleed, amer, est écœuré par la liberté des habitants, et les critique ouvertement. Jérémie observe cela avec humour, mais il prend sur les choses une distance inquiétante...

## Fiche technique
Sauf indication contraire, les informations mentionnées dans cette section peuvent être confirmées par la base de données cinématographiques Unifrance,  présente dans la section « Liens externes ».
- Titre original : Au long de rivière Fango[3]
- Réalisation et scénario : Sotha
- Photographie : Jean-César Chiabaut
- Montage : Michel Patient
- Son : Jean-François Chevalier
- Musique : Patrick Dewaere et Sotha
- Production : Alain Dahan, Régis Torben, Coluche[4]
- Société de production : Les Films Coûte que Coûte et Le Café de la Gare
- Société de distribution : Compagnie Française de Distribution Cinématographique (distributeur d'origine), Tamasa Distribution (distributeur 2017)
- Format : couleur par Eastmancolor — 35mm — son monophonique
- Pays :  France
- Langue : français
- Genre : comédie dramatique
- Durée : 113 minutes[5]
- Date de sortie : 
  - France : 15 janvier 1975[5]
- Classification :
  - France[5] : tous publics, Art et essai (visa d'exploitation no 43117 délivré le 14 janvier 1975)

## Distribution
Sauf indication contraire ou complémentaire, les informations mentionnées dans cette section proviennent du générique de fin de l'œuvre audiovisuelle présentée ici.
- Rufus : Jérémie
- Ben Mangelschots : Bleed
- Emmanuelle Riva : Mathilde
- Élisabeth Wiener : Robert
- Romain Bouteille : Nathanael
- Patrick Dewaere : Sébastien
- Christine Dejoux : Maurine
- Sophie Chemineau : Lucille
- Jean-César Chiabaut
- Jean-François Chevalier
- Philippe Manesse
- Catherine Ringer[6],[4] (Elle apparait une seconde dans le making of « L'Art et les restes », vers 2'08")[7]
- Martin Lamotte[6],[4]
- Gérard Lanvin[6],[4]

## Production
Le scénario écrit par son épouse Sotha, fait étrangement écho à l'histoire personnelle de Patrick Dewaere, ses origines cachées par sa famille officielle et les répercussions que le mensonge ou l'omission de vérité peuvent engendrer sur l'existence d'un être humain.
Le film est en partie produit par Coluche.
Le tournage se déroule pendant un mois en Haute-Corse dans la vallée du Fango en mai 1974, pendant les deux tours de l'élection présidentielle remportée par Giscard. Le making of « L'art et les restes » est tourné en même temps avec Yetti Faes, Ben Mangelschots et David Scott à la caméra

## Exploitation
Le film est exploité à partir du 15 janvier 1975 dans les salles françaises et totalise 56 025 entrées.
Le 19 avril 2017, après des décennies d'absence, le film Au long de rivière Fango de Sotha ressort puis est édité en DVD en juillet 2017.